# Компьютерный сленг
Компью́терный сленг — разновидность сленга, используемого как профессиональными (например, IT-специалистами), так и другими пользователями компьютеров.

## История

### Появление терминов
Бурный рост со второй половины XX века компьютерных технологий и, в частности, массовое внедрение в середине 1980-х годов в обиход обычного человека персональных компьютеров и компьютерных устройств внесли в русский язык громадное количество специальных слов и выражений, богатую разветвлённую терминологию. Позже, благодаря началу издания в 1988 году журнала «PC World» (первое время на 100 % переводного), ставшего очень популярным, произошёл «обвал»: англоязычные термины и аббревиатуры, зачастую в английском же написании, заполнили страницы журналов и засорили речь специалистов. К примеру — сетевая карта, микропроцессор, операционная система, форматирование, инсталляция, винчестер, пиксели, диалоговое окно, дисплей и другие. Многие из этих терминов — англицизмы, но есть и слова из других европейских языков. Вместе с новой техникой в мир человека внедрились также компьютерные игры, где тоже присутствуют определённые индивидуальные обозначения вещей, такие как квест, RPG, десматч и др.

### Вхождение сленга в язык
Как и в профессиональном языке компьютерщиков, в жаргоне много английских заимствований. Часто это заимствования из английского компьютерного жаргона. Примером служат слова «геймер» — от английского жаргонизма gamer, которым обозначают игрока в компьютерные игры, или «думер» (англ. doomer) — поклонник игры Doom.

#### Образование сленга
Один из распространённых способов, присущий всем жаргонизмам, стоящим рядом с определённой терминологией — это трансформация какого-нибудь термина, как правило, большого по объёму или труднопроизносимого:
- сокращение (комп — компьютер, винт — винчестер, клава — клавиатура),
- универбация (материнка, мать, мамка, мама, матка — материнская плата; струйник — струйный принтер; опера, оперативка — оперативная память, жёсткий — жёсткий диск).
- калька (баг — bug, аватар — avatar, гаджет — gadget)
- полукалька: to smile (улыбаться) — смайлик, to hack (взломать) — хакнуть, to connect (связываться, подключаться) — коннектиться

Источниками этих слов могут выступать и профессиональные термины английского происхождения, которые уже имеют эквивалент в русском языке (морфологическая передача): хард-драйв, хард-диск, хард (от англ. hard drive — жёсткий диск); коннект (от англ. connecting — соединение, подключение; как связь) и коннектиться (от англ. to connect — соединять, связывать, подключать); джоин (от англ. join — присоединение, подключение, примыкание; как акт установления связи) и джоиниться (от to join — присоединяться, примыкать); апгрейдить (от англ. to upgrade — модернизировать, усовершенствовать); программер (от англ. programmer — программист); юзер (англ. user — пользователь) и юзать (от англ. to use — использовать, употреблять); кликать (от англ. to click — щёлкать). Грамматическое освоение русским языком некоторых заимствований сопровождается их словообразовательной русификацией: зиповать, зазипованный, зиповский (от англ. zip — формат сжатия данных); юзерский (от юзер) — пользовательский; юзанный (от юзать) — использованный, бывший в употреблении; юзверь (от юзер и зверь) — опытный, продвинутый пользователь, не обладающий навыками админа.
Существует и обратное явление. Появляется синонимичный термину жаргонизм, образованный от слова, уже давно закрепившегося в русском языке: «форточки» — фамильярное название операционной системы Microsoft Windows (англ. windows — окна), «мелкомягкий», «мелкософт», «микромягкие» — ироничная калька названия Microsoft.
Некоторые слова приходят из жаргонов других профессиональных групп, к примеру, автомобилистов: чайник — начинающий пользователь, движок — ядро, «двигатель» программы (второе значение термина «движок» семантически эквивалентно английскому аналогу engine — двигатель). Иногда и сам компьютер называют машиной, хотя термин «машина» по отношению к компьютеру пришёл из речи советских программистов, расшифровывавших аббревиатуру ЭВМ (электронно-вычислительная машина). Слово «глюк» (производное от «галлюцинация», пришло из жаргона наркоманов) и словообразовательный ряд от него, широко употребляющиеся в компьютерном жаргоне, получают здесь значение «непредвиденных ошибок в программе или некорректной работы оборудования». Например: «У меня принтер глючит».
Ещё один способ — метафоризация — широко используется почти во всех жаргонных системах. С его помощью были организованы такие слова, как: блин, болванка, матрица — компакт-диск, селёдка — пластиковая упаковка от записываемых дисков (обычно на 10-100 дисков), по аналогии с советской консервной банкой для сельди, крыса — манипулятор «мышь», реаниматор — специалист или набор специальных программ по «вызову из комы» компьютера, программное обеспечение которого серьёзно повреждено и который не в состоянии нормально функционировать. Также существуют глагольные метафоры: тормозить — крайне медленная работа программы или компьютера, сносить, убивать — удалять информацию с диска, резать — записывать информацию на оптический диск (в этом случае резак — записывающее устройство).
Есть ряд синонимов, связанных с процессом нарушения нормальной работы компьютера, когда он не реагирует ни на какие команды, кроме перезагрузки (афоризм «на семь бед один reset»). В таком случае о компьютере говорят, что он повис, завис, встал, упал. Слово «упал» также относят к ОС (операционной системе) или другому важному ПО (программному обеспечению), в случае сбоя нормальной работы программы, вследствие чего необходимо её переустанавливать, либо в случае нарушения работы канала связи. Однако, слово «зависание» (произошло зависание, в случае зависания) сейчас уже можно исключить из жаргонизмов — оно официально употребляется как термин. Это не единственный пример наличия синонимов в лексике жаргона.
Способ метонимии (оборот речи, замена одного слова другим, смежным по значению) встречается в образовании жаргонизмов у слова «железо» — в значении «компьютер, физические составляющие компьютера», «кнопки» — в значении «клавиатура». Но есть примеры фразеологизмов, мотивация смысла в которых понятна чаще посвящённому: «синий экран смерти» (англ. Blue Screen of Death, текст сообщения о критической ошибке Windows на синем фоне), «комбинация из трёх пальцев» (Ctrl+Alt+Delete — вызов диспетчера задач; в старых системах, до Windows 95, — перезагрузка системы), «топтать батоны» (работать на клавиатуре, от англ. button — кнопка).
Существует также способ переноса названий предметов на компьютерный сленг: «карточка», «ведро» — видеокарта.
В компьютерном сленге присутствуют слова, не имеющие семантической мотивировки. Они находятся в отношении частичной омонимии с некоторыми общенародными словами: лазарь — лазерный принтер; вакса — операционная система VAX; пентюх, пень — микропроцессор Pentium; халфа — игра Half-Life.

## Словообразование
Многие слова компьютерного жаргона образуются по словообразовательным моделям, принятым в русском языке. Например, суффиксальным способом. Весьма распространённым является суффикс -к-:
- игровой жаргон — леталка, стрелялка, ходилка, бродилка;
- утилиты — смотрелка, сжималка, чистилка, рисовалка.

Впоследствии слова могут вытесняться терминами. Напр., для игрового жаргона: симулятор, квест, 3D action (экшен).
В словах «сидюк», «резак» (компакт-диск или устройство чтения компакт-дисков и записи информации), «писюк» (от PC — персональный компьютер) встречается суффикс -юк-, -ак-, характерный для просторечия.
С суффиксом -ов: (игровые) мочилово, стрелялово, ходилово.
С суффиксом -яш, -к: полезняшки (утилиты).
Часто используются упрощенные транслитерации английских терминов: баг (bug — ошибка в программе), фи́ча (feature — программная функция, дополнительная возможность), плаги́н (plug-in — добавление к программному продукту), фикс (fix — исправление ошибки). Например, возможен такой текст: :

Это не баг, это фича. Связана с новыми плагинами.